# Dekehtik
Dekehtik (Dekehtik Island), auch Nanitak oder Takatik genannt, ist eine kleine Insel der Föderierten Staaten von Mikronesien im Pazifischen Ozean.
Sie gehört zum mikronesischen Bundesstaat Pohnpei und befindet sich direkt vor der an der Nordküste der Insel Pohnpei gelegenen Stadt Kolonia, mit der sie über den 1,3 Kilometer langen Fahrdamm Dekehtik Causeway verbunden ist. Die Insel gehört administrativ zur Gemeinde (municipality) Net (Nett).
Das Gelände von Dekehtik ist sehr flach. Der höchste Punkt der Insel liegt nur drei bis vier Meter über dem Meeresspiegel. Sie erstreckt sich über 1,2 Kilometer in Nord-Süd-Richtung und 2,2 Kilometer in Ost-West-Richtung. Die Inselfläche beträgt etwa 2,5 Quadratkilometer.
Auf Dekehtik befindet sich der Pohnpei International Airport. Die Start- und Landebahn des kleinen Flughafens nimmt dabei die gesamte Inselbreite ein.